# Quang Bình (huyện)
Quang Bình trước đây là một huyện miền núi thuộc tỉnh Hà Giang cũ, Việt Nam.Từ 01/07/2025, huyện chính thức kết thúc hoạt động và được tổ chức thành các xã theo mô hình chính quyền địa phương 02 cấp mới.

## Địa lý
Huyện Quang Bình nằm ở phía tây nam tỉnh Hà Giang, có vị trí địa lý:
- Phía đông giáp huyện Bắc Quang
- Phía tây giáp huyện Bảo Yên, tỉnh Lào Cai
- Phía nam giáp huyện Lục Yên, tỉnh Yên Bái
- Phía bắc giáp huyện Hoàng Su Phì và huyện Xín Mần.

Huyện Quang Bình có diện tích 791,78 km², dân số năm 2019 là 61.711 người, mật độ dân số đạt 78 người/km².

## Lịch sử
Ngày 1 tháng 12 năm 2003, Chính phủ ban hành Nghị định 146/2003/NĐ-CP về việc thành lập huyện Quang Bình trên cơ sở:
- Điều chỉnh 52.767 ha diện tích tự nhiên và 42.947 nhân khẩu của 12 xã: Bản Rịa, Yên Thành, Yên Bình, Bằng Lang, Xuân Giang, Nà Khương, Yên Hà, Tiên Yên, Hương Sơn, Tân Trịnh, Vĩ Thượng, Tân Bắc thuộc huyện Bắc Quang
- Điều chỉnh 17.013 ha diện tích tự nhiên và 5.457 nhân khẩu của 2 xã: Tiên Nguyên, Xuân Minh thuộc huyện Hoàng Su Phì
- Điều chỉnh 7.683 ha diện tích tự nhiên và 2.482 nhân khẩu của xã Tân Nam thuộc huyện Xín Mần.

Huyện Quang Bình có 77.463 ha diện tích tự nhiên và 50.886 nhân khẩu, có 15 đơn vị hành chính trực thuộc gồm các xã Bản Rịa, Yên Thành, Yên Bình, Bằng Lang, Xuân Giang, Nà Khương, Yên Hà, Tiên Yên, Hương Sơn, Tân Trịnh, Vĩ Thượng, Tân Bắc, Tiên Nguyên, Xuân Minh và Tân Nam.
Ngày 7 tháng 12 năm 2010, Chính phủ ban hành Nghị quyết 47/NQ-CP về việc thành lập thị trấn Yên Bình (thị trấn huyện lỵ huyện Quang Bình) trên cơ sở toàn bộ diện tích và dân số của xã Yên Bình. Huyện Quang Bình có 1 thị trấn và 14 xã như hiện nay.

## Hành chính
Huyện Quang Bình có 15 đơn vị hành chính cấp xã trực thuộc, bao gồm thị trấn Yên Bình (huyện lỵ) và 14 xã: Bản Rịa, Bằng Lang, Hương Sơn, Nà Khương, Tân Bắc, Tân Nam, Tân Trịnh, Tiên Nguyên, Tiên Yên, Vĩ Thượng, Xuân Giang, Xuân Minh, Yên Hà, Yên Thành.

## Kinh tế - xã hội
Huyện Quang Bình là đầu mối giao thông quan trọng phía Tây - Nam của tỉnh Hà Giang giao thương với tỉnh Lào Cai và Yên Bái. DO vậy, hoạt động sản xuất công nghiệp, tiểu thủ công nghiệp và thương mại dịch vụ khu trung tâm thị trấn Yên Bình luôn sôi động. Năm 2009, tổng mức luân chuyển hàng hóa dịch vụ, thương mại - du lịch của thị trấn đạt 21,2 tỷ đồng.
Trong lĩnh vực nông nghiệp, sản lượng lương thực quy thóc năm 2009 của thị trấn đạt 244,5 tấn, bình quân lương thực đầu người 485 kg/người/năm.
Là một địa phương trẻ nhất trong tỉnh do mới được thành lập, huyện Quang Bình có diện tích tự nhiên là 77.463 ha và dân số khoảng 50.886 người. Mặc dù gần như phải gây dựng và phát triển từ đầu, song với sự nỗ lực, đoàn kết, thống nhất của Đảng bộ và nhân dân, huyện Quang Bình đã không ngừng vươn lên, đạt được nhiều thành tích đáng khích lệ trong sự nghiệp phát triển kinh tế xã hội và giữ vững an ninh, quốc phòng.
Được sự quan tâm, đầu tư của Đảng, Nhà nước cũng như của tỉnh Hà Giang, năm 2003, huyện đã vượt qua nhiều thách thức, khó khăn, duy trì được sự phát triển đồng đều ở các ngành, các lĩnh vực với mức tăng trưởng kinh tế đạt 11%; giá trị tổng sản phẩm xã hội đạt 165 tỷ đồng và thu nhập bình quân đầu người đạt khoảng 3,2 triệu đồng/năm. Trong sản xuất nông nghiệp, huyện đã khuyến khích và chỉ đạo thực hiện thâm canh, tăng vụ chuyển dịch cơ cấu cây trồng, vật nuôi. Ngoài các loại cây lương thực, thực phẩm, các địa phương trong huyện đã tích cực đa các loại cây trồng khác như: chè, cây ăn quả, măng tre Bát độ...vào sản xuất trên diện rộng. Bởi vậy, năng suất, chất lượng và hiệu quả kinh tế trên một đơn vị diện tích canh tác không ngừng được nâng cao. Tổng sản lượng lương thực trên địa bàn đạt 24.513 tấn, bình quân lương thực đầu người đạt 486 kg/năm. Chăn nuôi,lâm nghiệp được chú trọng phát triển, góp phần cải thiện đời sống cho bà con nông dân. Sản xuất công nghiệp, tiểu thủ công nghiệp mặc dù được quan tâm, khuyến khích phát triển nhưng chủ yếu vẫn là các cơ sở nhỏ, lẻ với giá trị sản xuất cả năm chỉ đạt khoảng 29 tỷ đồng. Đặc biệt, bằng các nguồn vốn đầu tư của Nhà nước và huy động trong dân, huyện đã đầu tư trên 50 tỷ đồng vào việc xây dựng và phát triển cơ sở hạ tầng. Hệ thống điện, đường, trường, trạm đã từng bước được xây dựng khang trang, kiên cố hơn. Hoạt động thương mại, dịch vụ được mở rộng hơn thông qua mạng lưới chợ phiên và các điểm bán lẻ tới tận các vùng sâu, vùng xa, cơ bản đã đáp ứng được nhu cầu sản xuất và tiêu dùng của nhân dân. Bên cạnh việc phát triển kinh tế, các cấp chính quyền trong huyện cũng thường xuyên quan tâm, thúc đẩy phát triển các lĩnh vực văn hoá xã hội. Đời sống tinh thần, đặc biệt là dân trí và điều kiện chăm sóc sức khoẻ của nhân dân được nâng lên một bước.
Năm 2004, huyện Quang Bình đề ra mục tiêu: "Phát triển kinh tế với tốc độ cao và ổn định, chuyển biến một cách mạnh mẽ về cơ cấu kinh tế, nâng cao giá trị sản phẩm và sức cạnh tranh trên thị trường. Phát triển và nâng cao chất lượng nguồn nhân lực; đẩy mạnh áp dụng khoa học công nghệ trong hoạt động kinh tế, xã hội. Thực hiện có hiệu quả công tác xoá đói, giảm nghèo, nâng cao mức sống cho nhân dân, giải quyết những vấn đề xã hội và giữ vững an ninh, quốc phòng". Trên cơ sở đó huyện phấn đấu đạt giá trị tổng sản phẩm tăng từ 11% trở lên, trong đó nông, lâm nghiệp, thủy sản tăng 5%; công nghiệp, tiểu thủ công nghiệp, xây dựng tăng 37% và dịch vụ, thương mại tăng 25% trở lên. Thu nhập bình quân đầu người đạt 3,5 triệu đồng/năm; giảm tỷ lệ hộ đói nghèo xuống còn 7%.
Với xuất phát điểm kinh tế thấp, huyện Quang Binh còn gặp khá nhiều khó khăn trong phát triển kinh tế xã hội. Tuy nhiên, với những chính sách phát triển đúng đắn và phù hợp với điều kiện, tình hình thực tiễn, huyện đang dần bứt lên, từng bước thoát khỏi đói nghèo, hoà nhịp cùng các địa phương trong công cuộc đổi mới và phát triển.